# Arnold Terijõe
Arnold Terijõe (bürgl. Name Arnold Maurer, russisch Арнольд Янович Маурер Arnold Janowitsch Maurer; * 28. Februarjul. / 13. März 1902greg. in Saka (Kohtla); † 18. November 1937 in Leningrad) war ein estnischer Schriftsteller.

## Leben und Werk
Arnold Terijõe entstammte einer Landarbeiterfamilie und schloss 1914 die Dorfschule ab. 1917 trat er eine Arbeitsstelle in den Brennschiefergruben von Kohtla-Järve. Anfang 1918 trat er in die Rote Garden ein und wurde nach der deutschen Besetzung Estlands im Ersten Weltkrieg inhaftiert. Nach seiner Freilassung arbeitete er wieder in Kohtla-Järve und trat 1921 in die Kommunistische Partei Estlands ein. Im darauffolgenden Jahr wurde er wegen kommunistischer Agitation und Organisierung eines Streiks festgenommen und zu vier Jahren Haft verurteilt. Nach seiner Freilassung ging er 1926 in die Sowjetunion und studierte in Leningrad an der Kommunistischen Universität der nationalen Minderheiten des Westens. Später arbeitete er in der Redaktion einer dort erscheinenden estnischen Zeitung sowie in einem Verlag. Ab 1927 war er Mitglied der Kommunistischen Allunions-Partei (Bolschewiki).
Im Zuge der Stalinschen Säuberungen, die sich zum Teil gezielt gegen nationale Gruppierungen richteten, wurde er am 27. August 1937 verhaftet und am 13. November 1937 gemäß Artikel 58.1a des Strafgesetzbuches der RSFSR zum Tode verurteilt. Am 18. November 1937 wurde er in Leningrad erschossen.
In seinem literarischen Werk lässt er sich vom Marxismus leiten, wobei die zeitgenössische Kritik auf künstlerische Mängel hinwies. Später wurde seine „üppige, stellenweise zum Naturalismus neigende“ Sprache hervorgehoben.

## Bibliografie
- Eesti vennad ('Estnische Brüder'). Külvaja, Leningrad 1931. 34 S.
- Popsikülas ('Im Kätnerdorf'). Külvaja, Leningrad 1933. 51 S.

## Sekundärliteratur
- Eduard Päll: Eesti nõukogude kirjanduse arenemisest NSV Liidus enne 1940. aastat, in: Keel ja Kirjandus 4–5/1958, S. 193–213; 6/1958, S. 324–338.